# Pat Tiberi
Patrick Joseph Tiberi, detto Pat (Columbus, 21 ottobre 1962), è un politico statunitense, membro della Camera dei Rappresentanti per lo stato dell'Ohio dal 2001 al 2018.

## Biografia
Nato in una famiglia italoamericana di Introdacqua, Tiberi studiò all'Università statale dell'Ohio e lavorò come agente immobiliare prima di entrare in politica con il Partito Repubblicano.
Nel 1993 venne eletto alla Camera dei Rappresentanti dell'Ohio, dove rimase fino al 2000; in quell'anno infatti si candidò per un seggio alla Camera dei Rappresentanti, fino a quel momento occupato dal compagno di partito John Kasich che aveva deciso di ritirarsi. Tiberi riuscì ad aggiudicarsi la competizione e approdò al Congresso, dove fu riconfermato per altri otto mandati, fin quando nel gennaio del 2018 rassegnò le proprie dimissioni con effetto immediato, ritirandosi a vita privata.